# Cheese dream
Il cheese dream è un piatto statunitense composto da una fetta di pane guarnita con formaggi a piacere, burro, e altri ingredienti opzionali, fra cui pancetta, pomodori, uova e frutta.

## Storia
In un articolo della rivista Good Housekeeping del 1918, i cheese dream vengono definiti "degli amichetti che ci fanno compagnia nelle sale da tè".
Il cheese dream era popolare durante la grande depressione, e veniva cucinato dagli operai usando ingredienti economici, tra cui olive e sottaceti. Solitamente, la tartina al formaggio veniva servita dai più poveri durante la cena della domenica quando invitavano gli amici e i parenti a casa loro.
Un articolo del 15 luglio 1932 del San Jose News intitolato Cheese Dream New Favorite Sandwich consiglia di cospargere senape, pepe di Caienna e un po' di peperone rosso tritato "con parsimonia" sul cheese dream; la ricetta aggiunge che il cheese dream va rosolato su entrambi i lati, e servito con salsa di pomodoro "corposa e molto calda".
Durante gli anni cinquanta, la tartina con il formaggio si guadagnò la reputazione di comfort food. In un annuncio pubblicitario dell'epoca comparso sul giornale fioridiano Sunday News Journal, viene dichiarato che una tavola calda di Daytona Beach serviva dei cheese dream a 55 centesimi di dollaro l'uno durante il periodo quaresimale.
Nel 1960, il Milwaukee Journal raccomandava di preparare i cheese dream cuocendoli in forno, e arricchendoli con uova strapazzate e prosciutto.
Il cheese dream venne rivalutato durante gli anni novanta e duemila, quando i punti di ristoro lo servivano in molteplici varianti.

## Caratteristiche
Nella sua forma più essenziale, il cheese dream è una fetta di pane con formaggio e burro successivamente cotta alla griglia o in forno fino a quando il formaggio si gonfia e assume una colorazione marrone. Tra i formaggi più comuni usati per prepararlo si possono citare il formaggio svizzero americano, il gouda, l'havarti, l'edam, la mozzarella, e il gorgonzola. Gli ingredienti del cheese dream possono essere disposti  sul pumpernickel o il pane di segale al posto di quello bianco. Fra gli altri ingredienti che si possono aggiungere per conferire saporte al cheese dream ci sono la carne di tacchino, le uova, la pancetta, e talvolta frutti come le pesche e l'ananas.

## Alimenti simili
A differenza del cheese dream, il grilled cheese è un panino grigliato.
Quando per preparare il cheese dream viene usato il pane da toast, si parla di cheese on toast.
Il cheese dream ricorda il Monte Cristo sandwich, una grande tartina con emmental o gruviera e prosciutto, e il Welsh rarebit, che viene aromatizzato con la birra.